# 1596 az irodalomban
Az 1596. év az irodalomban.

## Új művek

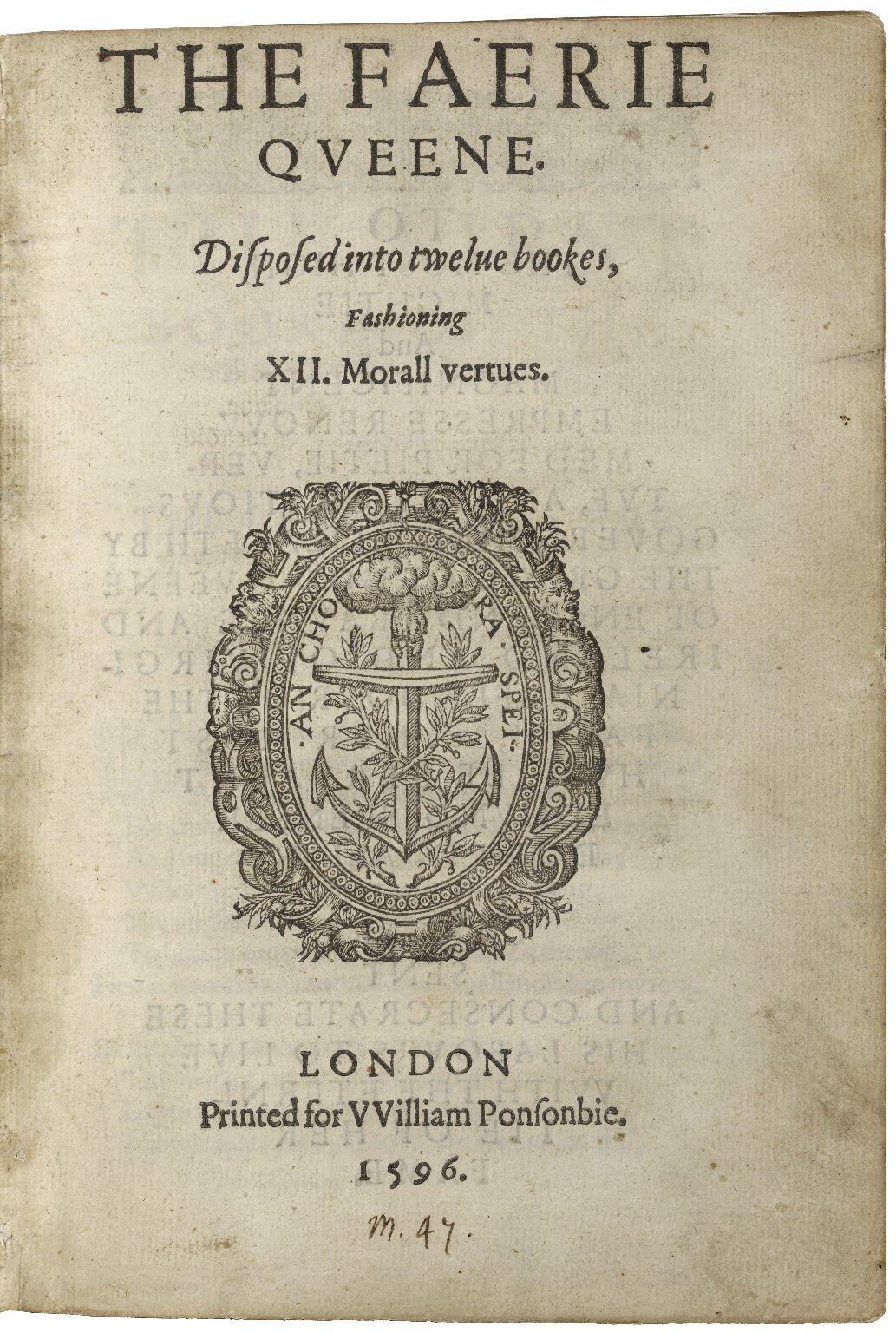
A tündérkirálynő címlapja (1596)

- Edmund Spenser A tündérkirálynő (The Faerie Queene) című hőskölteménye; első fele (az első három könyv) már 1590-ben megjelent.

## Születések
- március 31. – René Descartes francia filozófus, természetkutató († 1650)
- augusztus 18. – Jean Bolland, (Bollandus) belga jezsuita szerzetes, hagiográfus († 1665)